# Kwok

Kwok

Kwok – narzędzie wędkarskie używane do wabienia sumów.
Kwoczenie polega na uderzaniu narzędziem w odpowiedni sposób o powierzchnię wody. Zazwyczaj są to trzy lub cztery uderzenia, po których następuje przerwa. Wydawany dźwięk zależy od siły uderzenia, kształtu główki oraz techniki operowania narzędziem. Sum w tym czasie opuszcza swoją kryjówkę i podąża do źródła dźwięku. Nie jest dokładnie wyjaśnione co przyciąga sumy na dźwięk kwoka. Niektórzy uważają, że jest to podobny dźwięk, jaki wydaje sum, połykając pokarm z powierzchni wody, inni, że jest to głos wydawany przez samicę suma albo że sumy kierują się zwykłą ciekawością.
Kwok składa się z uchwytu, główki i łączącego je tzw. miecza. Główki mają różne średnice, kształt wypukły, wklęsły lub płaski i są cięte pod różnymi kątami. Każdy kształt tworzy inną tonację i inną falę dźwiękową. Pierwotnie był wykonywany z drewna, ale obecnie występują też łatwiejsze w produkcji kwoki wykonane z plastiku, szkła czy metalu. Oprócz wyrobów fabrycznych występują też kwoki wykonywane ręcznie.
Inne spotykane nazwy to sumówka i kłokuszka.